# Agave brevipetala
Agave brevipetala är en sparrisväxtart som beskrevs av William Trelease. Agave brevipetala ingår i släktet Agave och familjen sparrisväxter. Inga underarter finns listade i Catalogue of Life.